# Frederick Philipse
Frederick Philipse (Bolsward, 1626 – 1702) è stato un politico olandese.
Membro del Consiglio Coloniale di New York dal 1675 al 1698, ne capeggiò un'infelice rivolta. Allontanatosi dalla vita pubblica, fondò Philipsburg.